# Pedro Soler
Pedro Soler (* 8. Juni 1938 in Narbonne als Pierre Alfred Genard; † 3. August 2024 in Molitg-les-Bains) war ein französischer Flamenco-Gitarrist, der auch an zahlreichen Weltmusik-Produktionen mit Musikern aus unterschiedlichen Kulturen und Genres mitwirkte.

## Leben und Wirken
Soler erlernte sein Instrument zunächst als Autodidakt, beeinflusst von der Musik Ramón Montoyas. Der Flamenco-Sänger Jacinto Almadén gab ihm die Möglichkeit, mit ihm zu lernen und im Trio mit dem routinierten Gitarristen Pepe de Badajoz auf Tournee zu gehen. In der französischen Flamencozene, zu der Soler seit Beginn der 1960er-Jahre Kontakte hatte, begleitete er unter anderem Pericón de Cadiz, Rafael Romero und Bernado el de los Lobitos. Er begleitete die Tänzerinnen Carmen Amaya, La Chunga und mehr als dreißig Jahre La Joselito, sowie die Flamencosänger Pepe de la Matrona und Juan Varea.
Pedro Soler arbeitete ebenso mit den Schauspielerinnen Germaine Montero, Marie-Rose Carlié und Maria Casarès zusammen, wie mit dem baskischen Vokalisten Beñat Achiary oder dem indischen Flötisten Ravi Prasad. Im Duo mit Renaud Garcia-Fons trat er 1995 erfolgreich in der Geburtsregion seiner Frau Madeleine Claus beim Moers Festival auf. In späteren Jahren war er musikalischer Leiter des Festivals Guitares au Palais in Perpignan und arbeitete häufig mit seinem Sohn zusammen, dem Cellisten Gaspar Claus, porträtiert im Dokumentarfilm Entrañas (Regie: Thomas Rabillon) auf Arte.

## Diskografie (Auswahl)

### Gitarre solo
- Guitarra flamenca (RCA Victor 1965)
- La Guitare Flamenco  (Le Chant du Monde 1973); in Deutschland 1978 bei Pläne als Die Flamenco-Gitarre veröffentlicht.
- Fuentes (Le Chant du Monde 1985)
- Sombras (Al Sur 1992)
- Luna Negra (Al Sur 2004)

### Als Gesangsbegleiter
- Juan Varea, Pedro Soler: Cante Flamenco (Le Chant Du Monde LDX 74782 1982)
- Enrique Orozco, Pedro Soler: Cantaor Sevillano (Al Sur 1997)
- Beñat Achiary, Pedro Soler: Près du cœur sauvage (Al Sur 2000)
- Inés Bacán, Pedro Soler, Gaspar Claus: Serrana (Les Disques du Festival Permanent 2017)

### Instrumental-Duos
- Pedro Soler, Renaud Garcia-Fons: Suite Andalouse (Al Sur 1994)
- Pedro Soler, Ravi Prasad: Ravi Prasad & Pedro Soler (NordSud 2000)
- Pedro Soler, Gaspar Claus: Barlande (InFiné 2011)
- Pedro Soler, Philippe Mouratoglou: Rumores de la Caleta (Albéniz & le flamenco) (Vision Fugitive 2014)
- Pedro Soler, Gaspar Claus: Al viento (InFiné 2016)

### Ensembles
- La Joselito (Tanz), Pedro Soler: La Joselito baila avec Pedro Soler (Le Chant du Monde LD-M-4214 o. J. [1961], 33 rpm/25 cm)
- Pedro Soler, El Niño de Almadén, Pepe de la Matrona, La Joselito: Les riches heures du flamenco (Le Chant du Monde LDX 74262 o. J. [1963])[5]
- Kudsi Ergüner, Mehmet Emin Bitmez, Pedro Soler, Salvador Gutiérrez und andere: Flamenco & Musique Soufi Ottomane: L'Orient de l'Occident - Hommage á Ibn Arabi (Sufi de Andalucia). Imaginé par Kudsi Ergüner. (Al Sur 1994)
- Yusuf Bilgin, Pepe de Granada, Kudsi Ergüner, Pedro Soler und andere: Le Concert de Nanterre (Al Sur 1997)
- Inés Bacan, Beñat Achiary, Majid Bekkas, Ramón López, Pedro Soler: La cité invisible – Rencontre à Casablanca (Nord Sud 2003)

### Verschiedenes
- Marie-Rose Carlie (Rezitation), Pedro Soler: Poèmes d'Andalousie et Guitare Flamenca (EP, Disques Opéra 1969)
- Germaine Montero (Rezitation), Pedro Soler: Présence de Lorca par Germaine Montero (Gedichte von Federico García Lorca; Le Chant du Monde LDX 76032 o. J.)
- Académie Sainte-Cécile unter der Leitung von Fréderic Montargés, Pedro Soler: Mélopées pour guitare flamenca, quintette à cordes, piano et percussions. Auf: Olivier Bensa: Mélopées (Mandala 2001; Track 1–5)